# Kalam Verlag
Der Kalam Verlag für islamische Theologie und Religionspädagogik ist ein deutscher Wissenschaftsverlag.
Der Verlag wurde 2010 als erster Fachverlag für islamische Theologie und Religionspädagogik im deutschsprachigen Raum gegründet. Die Verlagsgründung erfolgte damit parallel zur Etablierung von Zentren für Islamische Theologie an deutschen Universitäten.
Das Verlagsprogramm umfasst Fachliteratur aus den Bereichen der islamischen Theologie und Religionspädagogik und deckt die historische und gegenwärtige Geistesgeschichte des Islams ab.

## Programm
Zu den Fachgebieten des Verlags gehören u. a.
- Koranwissenschaften
- Hadith-Wissenschaften
- Islamische Rechtswissenschaften
- Islamische Mystik
- Islamische Religionsphilosophie
- Islamische Religionspädagogik
- Interreligiöser Dialog

Das Programm beinhaltet u. a. Einführungen ins Fiqh, Sīra, islamische Philosophie sowie Sammelbände und Jahrbücher zu islamisch-theologischen Themen. Die Publikationen richten sich an Wissenschaftler, Studierende und die interessierte Öffentlichkeit. Zu den Autoren und Herausgebern zählen u. a. Bülent Uçar, Mouhanad Khorchide, Milad Karimi, Amir Dziri und Ali Ghandour. Verlagsziel ist es, die „intellektuelle Autonomie der Muslime im Bereich des Verlagswesens“ zu fördern.
Der Kalam Verlag ist Mitglied der Rombach Unternehmensgruppe mit Sitz in Freiburg.

## Wissenschaftlicher Beirat
Der wissenschaftliche Beirat besteht derzeit (Stand März 2016) aus:
- Katajun Amirpur
- Reza Hajatpour
- Ahmad Milad Karimi
- Mouhanad Khorchide
- Ömer Özsoy
- Erdal Toprakyaran
- Bülent Uçar